# Spencer Papa
Spencer Papa (* 22. Oktober 1995 in Newport Beach, Kalifornien) ist ein US-amerikanischer Tennisspieler.

## Karriere

### Juniortour und Collegetennis
Spencer Papa erreichte im Januar 2013 auf der Juniortour mit dem 15. Rang sein bestes Ergebnis in der Juniorenweltrangliste. Er stand 2013 unter anderem zusammen mit Alexander Zverev im Finale der USTA International Spring Championships, einem Grade 1 Turnier.
Papa studiert seit 2014 an der University of Oklahoma. Für die dortige Sportmannschaft, die Oklahoma Sooners spielt er College Tennis. 2015 konnte er mit der Mannschaft die Big 12 Men’s Tennis Championships gewinnen, ein jährlich stattfindender Mannschaftsbewerb der Universitäten die der Big 12 Conference angehören.

### Profitour
Bereits Ende 2010 spielte Papa erste Turniere auf der ITF Future Tour. Dort schaffte er allerdings erst einmal den Sprung ins Finale, das er verlor. Auf der ATP Challenger Tour scheiterte er bisher immer bereits in der Qualifikation.
Zu seinem Grand-Slam-Debüt kam er 2017 im Doppel bei den US Open. Durch seinen Sieg im Doppel bei den NCAA Tennis Championships erhielt er eine Wildcard und startete gemeinsam mit William Blumberg im Doppelfeld. In der ersten Runde trafen sie gleich auf das topgesetzte Doppel Henri Kontinen und John Peers, denen sie in zwei Sätzen mit 3:6, 3:6 unterlagen.